# 猟奇歌
『猟奇歌』（れふきうた・りょうきうた）は、昭和初期に活躍した探偵小説作家夢野久作が詠んだ、猟奇的なモチーフの短歌である。

## 概要
昭和2年（1927年）から昭和10年（1935年）までの長期間『猟奇』『探偵趣味』『ぷろふいる』の計3誌に、計251首が発表された。没後刊行の『夢野久作の日記』に残された歌を含めると、400首以上になる。
そもそも「猟奇歌」とは、雑誌『猟奇』の編集者が立ち上げた短歌のジャンルで「猟奇的な御題」さえ詠んでいれば作者も夢野久作のみに留まらなかった。しかし別の作者による「猟奇歌」は余りにも作品としてのレベルが低く、結局のところ「猟奇歌」は夢野久作の独擅場となった。現在では、後の『ドグラ・マグラ』につながる夢野久作の精神世界と見なされている。三行の分かち書きで表記された口語短歌であるなど、石川啄木の影響が見られる。
久作の日記には明治44年（1911年）にはすでに短歌が綴られており、後には佐佐木信綱主宰の竹柏会の福岡県支部のような役割を担っていた浅香会（後に赤泥会）に参加。大正4年（1915年）には「杉山萠圓」名義で『心の花』に短歌を載せるなど、かなり本格的な短歌創作を行っていた。『探偵趣味』で探偵小説家として作品を発表し始めていた昭和2年に『探偵趣味』編集者の水谷準が夢野の歌稿に注目して同誌に掲載したのが出発点となった。
ちなみに『九州日報』大正14年9月28日号に掲載された「川柳南五斗会」では、博士という題で「星一つみつけて博士世ををはり」という句を詠んでいる。これは「ドグラ・マグラ」のある場面で再び登場することとなる。

## 作品例
この夫人をくびり殺して
捕はれてみたし
と思ふ応接間かな
よく切れる剃刀を見て
鏡をみて
狂人のごとほゝゑみてみる
頭の中でピチンと何か割れた音
　イヒヽヽヽヽ
……と……俺が笑ふ声
ニセ物のパスで
　電車に乗つてみる
超人らしいステキな気持ち
誰か一人
殺してみたいと思ふ時
君一人かい…………
………と友達が来る
屍体の血は
コンナ色だと笑ひつゝ
紅茶を
匙でかきまはしてみせる
若い医者が
　俺の生命を預つたと云うて
ニヤリと笑ひ腐つた

### 補足
『猟奇』に掲載された、夢野久作以外の作者による猟奇歌。
偽ゼニを　つかまされたとも　知らないで　運命を説く　大道易者だ！
病院の窓に置かれた　一鉢の花　しぼむ時　人が死ぬのか
借金から逃れて嬉しさうな顔は　金歯を光らせてコロがつてゐた